# 中川敬 (映画プロデューサー)
中川 敬（なかがわ たかし、1949年11月2日 - ）は元東京楽天地取締役会長、日本の映画プロデューサー。京都府京都市出身。

## 経歴
- 1975年4月 - 大阪大学文学部を卒業と同時に東宝へ入社。
- 1993年4月 - 東宝映像本部宣伝部長
- 1997年5月 - 東宝取締役
- 2002年5月 - 東宝常務取締役
- 2003年5月 - スタジオ担当、東宝映像美術代表取締役社長に就任。
- 2005年4月 - 国際放映取締役
- 2006年5月 - 東宝専務取締役
- 2009年4月 - 不動産経営担当
- 2010年5月 - 東宝映像美術社長を退き取締役に　TOHOシネマズ代表取締役社長に就任。
- 2012年5月 - TOHOシネマズ社長を退任　東宝専務取締役不動産経営、スタジオ各担当は変わらず
- 2013年4月 - 東京楽天地社外取締役を兼務。
- 2015年4月 - 東京楽天地取締役
- 2016年4月 - 東京楽天地代表取締役社長に就任。
- 2016年5月 - 東宝専務取締役を退任。
- 2016年6月 - 錦糸町ステーションビル取代表締役会長に就任。
- 2017年4月 - 東京楽天地興行担当。
- 2022年4月 - 東京楽天地取締役会長を退任。

## 代表作

### 邦画
| 公開年             | 公開年   | 作品名                     | 制作（配給）                                           | 役職                         | 監督                          |
| ------------------ | -------- | -------------------------- | ------------------------------------------------------ | ---------------------------- | ----------------------------- |
| 1979年（昭和49年） | 11月3日  | 神様なぜ愛にも国境があるの | 東宝映画 （東宝）                                      | 宣伝プロデューサー           | 吉松安弘                      |
| 1980年（昭和50年） | 1月26日  | もう頬づえはつかない       | あんぐる ATG （東宝）                                  | 宣伝プロデューサー           | 東陽一                        |
| 1983年（昭和58年） | 5月21日  | 細雪                       | 東宝映画 （東宝）                                      | 宣伝係                       | 市川崑                        |
| 1984年（昭和59年） | 3月17日  | さよならジュピター         | 東宝映画 イオ （東宝）                                 | 宣伝担当                     | 本編：橋本幸治 特撮：川北紘一 |
| 1984年（昭和59年） | 12月15日 | ゴジラ                     | 東宝映画 （東宝）                                      | 宣伝担当                     | 本編：橋本幸治 特撮：中野昭慶 |
| 1985年（昭和60年） | 4月20日  | CHECKERS IN TAN TAN たぬき | フジテレビ （東宝）                                    | 宣伝プロデューサー           | 川島透                        |
| 1986年（昭和61年） | 7月12日  | 子猫物語                   | フジテレビ （東宝）                                    | 宣伝プロデューサー           | 畑正憲 市川崑（協力）         |
| 1986年（昭和61年） | 8月23日  | とんねるず そろばんずく    | フジテレビ ニッポン放送 AtoZ （東宝）                  | 宣伝プロデューサー           | 森田芳光                      |
| 1987年（昭和62年） | 2月7日   | マルサの女                 | 伊丹プロダクション （東宝）                            | 宣伝プロデューサー           | 伊丹十三                      |
| 1987年（昭和62年） | 8月29日  | ハワイアン・ドリーム       | フジテレビ （東宝）                                    | 宣伝プロデューサー           | 川島透                        |
| 1988年（昭和63年） | 7月23日  | 優駿 ORACION               | フジテレビ 仕事 （東宝）                               | 宣伝プロデューサー           | 宮本輝                        |
| 1989年（平成元年） | 7月22日  | ガンヘッド                 | サンライズ バンダイ 角川書店 IMAGICA 東宝映画 （東宝） | 宣伝プロデューサー           | 本編：原田眞人 特撮：川北紘一 |
| 1989年（平成元年） | 11月3日  | 君は僕をスキになる         | 東宝映画 プルミエ・インターナショナル （東宝）         | 宣伝プロデューサー           | 渡邊孝好                      |
| 1990年（平成2年）  | 7月21日  | タスマニア物語             | フジテレビ （東宝）                                    | 宣伝プロデューサー           | 降旗康男                      |
| 1992年（平成4年）  | 7月18日  | 紅の豚                     | 徳間書店 JAL 日テレ スタジオジブリ （東宝）            | 宣伝担当                     | 宮崎駿                        |
| 1994年（平成6年）  | 2月5日   | ラストソング               | 東宝映画 フジテレビ （東宝）                           | エグゼクティブプロデューサー | 杉田成道                      |
| 1995年（平成7年）  | 6月3日   | Mr.Children in FILM es     | ESPRESSO （東宝）                                      | エグゼクティブプロデューサー | 小林武史                      |
| 1998年（平成10年） | 6月6日   | 絆 -きずな-                | 東宝映画 （東宝）                                      | 製作                         | 根岸吉太郎                    |

### 洋画
| アメリカ公開年 日本公開年   | 邦題 原題                             | 担当               | 備考                              |
| --------------------------- | ------------------------------------- | ------------------ | --------------------------------- |
| 1953年2月5日 1955年3月22日  | ピーター・パン Peter Pan              | 宣伝プロデューサー | 1984年7月14日に公開された再録音版 |
| 1959年1月29日 1960年7月23日 | 眠れる森の美女 Sleeping Beauty        | 宣伝プロデューサー | 1984年7月14日に公開された再録音版 |
| 1982年7月9日 1982年9月25日  | トロン Tron                           | 宣伝プロデューサー |                                   |
| 1982年7月30日 1984年6月2日  | テックス TEX                          | 宣伝プロデューサー |                                   |
| 1983年10月7日 1984年6月23日 | ネバー・クライ・ウルフ Never Cry Wolf | 宣伝プロデューサー |                                   |
| 1984年3月9日 1984年9月8日   | スプラッシュ Splash                   | 宣伝プロデューサー |                                   |